# 一清&千沙姫シリーズ
『一清&千沙姫シリーズ』（いちきよ&ちさひめシリーズ）は、柳原望による日本の漫画のシリーズ。
第1作、「お伽話を語ろう」が『LaLa』（白泉社）の1993年9月号に掲載され、同誌の1994年9月号から1996年9月号まで連載された。単行本は、同社の花とゆめCOMICSから全8巻が刊行された。国名・人名などはすべて仮想の戦国時代を舞台としている。

## あらすじ
大国安住の姫君である千沙は、隣国の弱小国、加賀へと嫁ぐことになる。しかし、加賀に向かってみれば花婿は戦へと赴いており、へそを曲げてしまう千沙。国へ帰ろうかと思い立つが、加賀の人々の優しさ、加賀の殿様への信頼を知る（「お伽話を語ろう」）。
千沙が加賀へ嫁いでからしばらく経ったある日、隣国の下条でお家騒動が起こったとの報告が一清のもとにもたらされる。下条の現当主、浩美は千沙の幼馴染で、「優しい子」とのことなのだが。下条の情報を得るため、一清は千沙を伴って国境まで出向いた（「そうしてお伽話になる」）。
千沙の父・安住が一清に突きつけてきた要求は、金山の地脈を見る少女、菊を差し出せというもの。安住の命令には逆らえず、しかし金山の秘密を知られるわけにもいかない一清は苦渋の選択を迫られることになる。しかし、菊を死なせて事態の解決を図ろうとする加賀のやり方に千沙は納得できず、彼女の手を取って逃げ出すことに（「わがまま姫の反乱」）。
だんだんと過酷になっていく安住からの要求。そんな中、千沙の母・千絵が病気になったということで、安住に向かう一清と千沙。しかしそこで待っていたのは、安住からの予想外の要求だった。一清は加賀を守るために千沙と別れる決意をする（「お日さまとお月さま」）。
安住との対立が決定的となった加賀が一清の指揮のもと、戦の準備を整えていく。安住から寝返った大谷源十郎を召抱え、下条の家とも同盟を結ぶべく動き出す一清。そんな中、安住の名代と名乗る僧・峯月から会談の申し入れが。一方、千沙にも劇的な変化が訪れる（「1/10のないしょ話」）。
ついに安住との戦が始まった。圧倒的に不利な状況の中、それでも加賀を守るために戦う一清と、それを支える千沙。多くの犠牲を出し、ついには一清までが行方不明となってしまった中、千沙は決断を下す（「お伽話がきこえる」）。

## シリーズ作品
1.お伽話を語ろう
シリーズの「お伽話を語ろう」ほか、ノンシリーズの「山の貴族」「一鬼夜行」「今日も、幸せ」を収録。
2.そうしてお伽話になる
シリーズの「そうしてお伽話になる」（前後編）「加賀家の一日」ほか、ノンシリーズの「2度目のゆびきりは永遠」を収録。
3.わがまま姫の反乱
シリーズの「わがまま姫の反乱」（前後編）「お伽話がはじまる」を収録。
4.お日さまとお月さま
シリーズの「お日さまとお月さま」（全3話）「名前を呼ぶ声」「掛けの行方」を収録。
5.1/10のないしょ話
シリーズの「1/10のないしょ話」「言の葉の種」「言いそびれた言葉」「ほほえんだ瞳」を収録。
6.お伽話がきこえる1 - 3
シリーズ唯一の長編。2には短編として「高貴なる人生」「今日も明日も明後日も」を収録。
なお、「加賀家の一日」「お伽話がはじめる」「ほほえんだ瞳」の3編は加賀家の過去を描いた回想、「名前を呼ぶ声」「掛けの行方」「高貴なる人生」「今日も明日も明後日も」の4編はサブキャラに焦点をあてた、それぞれの番外編である。

## 登場人物

### 主要登場人物
千沙姫（ちさひめ）
主人公。大国安住の一人娘で、一清のもとに嫁いできた。一般には加賀の金に目をつけての政略結婚と目されているが、男子のいない安住は一清を後継者にと考えており、そのための布石でもあった。
性格は天真爛漫で、人を疑うことを知らない。政略結婚で嫁いできた一清には一目惚れしており、その後さまざまな苦難を経ても想いは変わらず、夫婦仲は良好である。その性格から誰にでも分け隔てなく接することができ、加賀の民からの評判は決して悪くない。それでも当初は「安住のお姫さま」という扱いであったが、「わがまま姫の反乱」でのいきさつを経て「加賀の姫さま」と慕われるようになり、一清が彼女を実家から取り戻そうとした際には、民たちも手を貸すほどだった。自分の気持ちに正直で、それが「わがまま」と言われることもあるが、結果的に彼女の強い意志が事態を好転させたことも少なくない。ただし、普段はどちらかといえば間の抜けたところがあり、周囲から「単純」とからかわれてはむくれている。
手紙を書くのが趣味で、子供の頃からの許嫁であった一清のもとにもせっせと手紙を送っていた。
「言の葉の種」で子供を授かるが、その性格や言動からくる幼さのためか、作者のもとへは「どーやって子供作ったの？」と手紙まで来ていたようである。
加賀 一清（かが いちきよ）
弱小国加賀の国主。普段気のいい青年で、少しとぼけたところがあり、馬に「馬子」、鳥に「鳥子」、挙句は人に「人間ちゃん」と名づけようとするなど、ネーミングセンスは皆無である。千沙のお願いにもずれた返事をすることが多く、千沙に「実家に帰らせていただきます！」（通称・実家コール）と怒られることもしばしば。他人の気持ちにも鈍感で、浩美の千沙に対する好意についてもまったく気付いていなかった。
しかし、かつて鷲尾から侵略を受け、その戦で前国主であった両親や兄たちを失っており、その経験から、自分にとって大切な人々（加賀）を守るためになら非情になることも辞さない人物でもある。剣技も戦略能力も卓越しており、加賀が独立を維持していられるのも彼の手腕によるところが大きい。この実力が安住をして後継者にと考えさせているのだが、本人は加賀の人々と共にあることを望んでおり、地位や権力には無欲である。
あまり感情をあらわにすることはないが、千沙に対しては幼少期の文通時代から好意を持っており、嫁いできてからも大切に思っている。ふえや大谷にからかわれることもしばしば。
一姫（いちき）
千沙と一清の娘。「お伽話がきこえる」の2巻ラストで生まれ、シリーズ終盤で一清に命名される。千沙はこの名前を「一清さまと千沙のこと」と思ったのだが、どうも一番目の姫だから、というだけの理由らしい。最後に成長した姿も見せた。
かえこ
千沙の侍女で、きえことは双子の姉妹。髪を後ろで一本結びにしているのが特徴。主人の千沙が相手でもずけずけとものを言える性格で、彼女にわがままを諫めることもしばしば。ただし千沙の行動力に結局は振り回されてしまうことが多い。一見すると千沙に対して容赦がなく厳しいようであるが、その関係はとても強いものである（「名前を呼ぶ声」）。
シリーズ後半では浩美に対して好意を抱いていた。
きえこ
千沙のもう1人の侍女。髪を横に束ねているのが特徴で、髪形を直すと両親にも区別がつかない。かえことは逆にのんびりとした性格で、動じることがあまりない。その性格からかえこのフォロー役だが、突拍子もない言動はむしろ彼女のほうが多いくらいである。しかし、希にまともなことを言うこともあり、そのときにはかえこたちに「狐がついた」と思わせた。昼寝が大の趣味である。
終盤、かえこと浩美との間で予想外の関係を迎えることになる。
ふえ
金山衆の頭領である勘兵衛の娘で、一和・一清の幼馴染。一和には何度も求婚されており、すげなくしていたが、これは身分の差を気にしてのことで、本当は両想いだった。鷲尾との戦でその一和を失ってしまい、以来ずっと彼のことを想い続けている。どこかのお姫さまと見まごうような美人（大谷談）である。
一清を支えて諜報活動を行う間者で、間者集団の頭である。当初は安住からやってきた千沙のことをあまり快く思っていなかったが、その真っすぐな生き方に心惹かれていき、信頼を寄せるようになる。たびたび大谷から迫られ、その度にどこからともなく木の棒を呼び出しては殴り飛ばしていたが、終盤、多少はいい感じになっていた。

### 加賀の国の人々
大谷 源十郎（おおや げんじゅうろう）
本名は源。小谷村というところに生まれ、「でっかい名前がいい」という理由で鼓に「大谷源十郎」という名前をつけてもらった。悪童だったため、村人に盗人の疑惑を掛けられたが、「高貴な人」が自分を信じて助けてくれたことで、自分も「高貴な人」になることを思い立つ。100人以上の手下を従えた大盗賊になり、「潮浜岬の酒呑童子」と近隣に恐れられるまでの存在になる。
それから浪人し、安住・渓江と主君を変えるが、自分にとっての「高貴」が加賀であると信じ、一清に仕えることになる（半分はふえに惚れたからであるが）。腕っ節も強く、頭も働き加賀にとってはなくてはならない人物。普段は陽気な青年だが、時折、盗賊時代の顔をのぞかせることもあった。
菊（きく）
一清が赤子の頃に保護した女の子。金山の地脈を見る地脈師であった吉佐の養女で、彼の知識を引き継いでいる。命名に関しては腕に菊かゼニゴケのように見える痣があったことから、一清が「菊ちゃん」か「ゼニゴケちゃん」にしようと言い出し、吉佐によって菊に決まったという経緯がある。実は15年前に滅びた大名・榊家の子で、それが安住に彼女を人質とする口実となってしまう。一清は苦渋の末、彼女を殺すことを決断するが、千沙の「わがまま」によって命を救われている。シリーズ終盤でも重要な役回りで再登場した。余計な一言が多く、周りから突っ込まれていた。
克乃（かつの）
古くから加賀に仕える女性で、初登場は「お伽話を語ろう」だったが、名前が出てきたのは「お伽話がきこえる」になってから。かえこや大谷と同様、千沙に対して歯に衣着せぬ言動に出る人物である。8人の夫と子供がいたが、その過半には先立たれている模様。
保（やす）
大谷のかつての仲間。明るい好人物だが考えの足りないところがあり、口も軽い。安住に仕えようとしたが、大谷を味方に引き入れることを条件とされたため加賀まで赴くが、彼に拒否される。この失敗で殺されそうになるが、峯月が救っている。その後、浩美に仕えたが性格が災いしてクビになり、大谷のもとで安住と戦うが、その戦場で戦死した。
加賀 和清（かが かずきよ）
一清たちの父で、先代の加賀国主。周囲は利発な一清を後継者にと推していたが、彼は一和に跡を継がせるつもりだった。鷲尾の侵略を受け、その戦で一清を除く一家は亡くなっている。
加賀 一和（かが いちかず）
一清の兄。利発な弟と違って大人しい温厚な人物で、周囲では彼は次期国主となるのを危惧する声もあった。しかし鷲尾との勝てぬ戦に追い込まれた際には一清を逃がすことを自ら提案し、本人は死亡している。
ふえとは幼馴染で妻になって欲しいと思っていたが、果たされることはなかった。
苗（なえ）
一清たちの母親。実は大谷が「高貴な人」に憧れる要因となった人である。和清らとともに死亡。
鮎太（あゆた）
一清の子供の頃の友人。他国から流れてきた少年で、一清以外の人たちには愛想が悪く、苦労して生きてきたためか、とても大人びている。加賀に鷲尾の軍勢が侵略した際、一清の身代わりとなって死亡している。彼の行動や生い立ちは、一清のその後に強い影響を及ぼすことになった。
勘兵衛（かんべえ）
ふえの父親。加賀の金山衆の頭。一清に期待しており、彼が次期国主になることを望んでいた。和清らが殺された際、加賀への忠誠を貫いて殺された。
吉佐（きちざ）
金山の地脈を見る地脈師で、菊の養父。

### 安住の国の人々
安住さま（あずみさま）
千沙の父親で、戦国に覇を唱えようとする強国安住の国主である。主要登場人物のはずなのだが、作中「安住さま」「千沙パパ」（主に作者から）などと呼称されており、下の名前はついに分からなかった。戦国の覇者らしく狡猾な人物であるが、お茶目な面もあり、また妻の千絵には頭が上がらない。その千絵から「千沙はあなた似」と言われて憤慨していたので、似ているという自覚がなかったらしい。
幼少時から一清のことを買っており、子宝に恵まれなかったこともあって、女婿の一清を後継者にと考えていた。
千絵（ちえ）
千沙の母。漂漂とした性格をしており、とらえどころのない人物である。戦国人らしく、側室を多く抱える安住にも凜とした態度を崩さず、一目置かれている。
峯月（ほうげつ）
安住の家老であった土岐氏の長男で、優秀な人物と期待をかけられていた。しかしだんだんと視力を失っていったことから、父の手で僧籍に入れられてしまう。しかし安住に見出され、加賀との戦では大将を任される。陰謀も働き、全体的にほのぼのとした作風の本シリーズではヒール的な役割にあったが、やはりお茶目になっていった。趣味は浩美をいじめること。
安住を崇拝しており、彼に後継者と望まれながら、それを拒否した一清を憎悪していたが、ふえや千沙との交流の中、最後には彼の救出にも一役買うことになる。ふえとのいきさつなど、損な役回りにあったが、おそらく安住の後継者となったと思われる。
泉丸（せんまる）
峯月お付きの少年。常に絶やさぬ笑顔が人に警戒心を起こさせない人物である。饅頭に目がない。守銭奴を装っているが、これは人への信頼に乏しい峯月に信頼させるためで、彼に対しては篤い忠誠を持っている。表情とは裏腹に頭の回転は速く、周囲の人々の感情を読み取るのも得意である。ただし、感覚の鋭い峯月には考えていることを逆に読まれてお仕置きを食らうことが多い。

### 下条の国の人々
下条 浩美（しもじょう ひろよし）
浩親の弟で、安住に人質に出されていた。そこで知り合った千沙とは幼馴染であり、彼女のことが大好きである。千沙の前では好人物に振る舞っていたが、底意地の悪いところもあり、人質の自分を顧みずに加賀に戦を仕掛けた兄の家臣たちを粛清している。また一清の身柄を確保して加賀を奪おうとするなど、頭の回転も速い。しかし、二度目の登場となった「言いそびれた言葉」では著しく子供っぽくなっており、周囲（読者を含めた）からも子供扱いされていた。峯月の前に出ると、蛇に睨まれた蛙のようになる。
最初は千沙のために加賀と同盟したのだが、途中からは自分の意思で動くようになり、またかえこともいい関係になっていった。
お香（おこう）
浩美の母で、先代の下条国主の妾だった。現在は僧籍にある。浩美のためならば悪名を背負うことも辞さないが、決して親バカではなく、子供っぽさを見せる彼を諭すことも多かった。実は海賊の頭領の娘で、現在でも海の衆の間に隠然たる勢力を誇っており、安住でさえも敵対することを恐れていた。
下条 浩親（しもじょう ひろちか）
「お伽話を語ろう」で加賀に戦を仕掛けた隣国の国主。一清の軍勢を挟撃しようとしたが失敗、千沙を人質に取って戦おうとしたが、最期は一清に切られた。
飯盛 貞靖（いいもり さだやす）
浩親の家臣。一清を挟撃する別動隊の対象。名前だけの登場で、生死も不明。

### その他
鼓（つづみ）
大谷が少年時代に住み込みしていた旅籠の遊女。彼の名付け親でもある。職業らしく、さばけた性格をしている女性。

## 書誌情報
白泉社文庫
- 『お伽話を語ろう』 2006年1月13日刊行 ISBN 4-592-88628-3
- 『1/10のないしょ話』 2006年7月14日刊行 ISBN 4-592-88480-9
- 『お伽話がきこえる 1』 2007年5月15日刊行 ISBN 978-4-592-88531-3
- 『お伽話がきこえる 2』 2007年5月15日刊行 ISBN 978-4-592-88532-0